# Тюрпен, Эжен
Франсуа Эжен Тюрпен (фр. François Eugène Turpin, 30 сентября 1848,  Розендаль, близ Дюнкерка, Франция — 24 января 1927, Понтроз, Франция) — французский химик-органик, работал в области разработки взрывчатых веществ. Жил в Коломбсе. 
В 1881 году Тюрпен разработал и запатентовал панкластит, взрывчатый состав типа ВВ Шпренгеля, в котором в качестве окислителя использовался тетраоксид диазота.
В 1885 году, основываясь на работах Германа Шпренгеля, Тюрпен запатентовал использование прессованных и литых зарядов пикриновой кислоты для снаряжения артиллерийских снарядов. В 1887 году французское правительство приняло к использованию разработку Тюрпена, состав пикриновой кислоты с добавлением нитроцеллюлозы (ружейного хлопка) получил ставшее широко известным название мелинит. В выдаче патента на состав с применением пикриновой кислоты Тюрпену было отказано с указанием, что её взрывчатые свойства стали известны ранее. Французское правительство выплатило Тюрпену 251 000 франков с условием его отказа от претензий на исключительные права на мелинит. В Британии также было начато производство близкого состава лиддит, а в Японии — шимозе. 
В 1897 году Тюрпен подал судебный иск с обвинением известного писателя-фантаста Жюля Верна в том, что тот в романе «Флаг родины» в образе Томаса Рока использовал его и его изобретение мелинит. Защитником Жюля Верна был Раймон Пуанкаре, писатель был оправдан в суде, поскольку суд не увидел доказательств обвинений. Тем не менее, в личной переписке писателя с его братом Полем есть достаточно подробные рассуждения о Тюрпене как прообразе Тома Рока.